# جمعية الملكة للغة الإنجليزية
جمعية الملكة الإنجليزية (بالإنجليزية:Queen's English Society) هي مؤسسة خيرية تهدف للحفاظ على اللغة الإنجليزية بشكل سليم وعدم تدني معايير اللغة. رئيس الجمعية هو برنارد لامب، وهو قارئ سابق في علم الوراثة في كلية امبريال.
في يونيو 2012 تم إغلاق الجمعية بسبب انخفاض المشاركة فيها،  لكنها استمرت في الوجود، حيث شغل عدد من المتطوعين اللجنة في سبتمبر 2012.